# The Village of Indian Hill
Indian Hill és una població dels Estats Units a l'estat d'Ohio. Segons el cens del 2000 tenia 5.907 habitants.

## Demografia
Segons el cens del 2000, Indian Hill tenia 5.907 habitants, 2.066 habitatges, i 1.751 famílies. La densitat de població era de 123,1 habitants per km².
Dels 2.066 habitatges en un 40,9% hi vivien nens de menys de 18 anys, en un 80,3% hi vivien parelles casades, en un 2,8% dones solteres, i en un 15,2% no eren unitats familiars. En el 14,4% dels habitatges hi vivien persones soles el 8,5% de les quals corresponia a persones de 65 anys o més que vivien soles. El nombre mitjà de persones vivint en cada habitatge era de 2,86 i el nombre mitjà de persones que vivien en cada família era de 3,16.
Per edats la població es repartia de la següent manera: un 30,3% tenia menys de 18 anys, un 4,3% entre 18 i 24, un 16,1% entre 25 i 44, un 34,6% de 45 a 60 i un 14,8% 65 anys o més.
L'edat mediana era de 45 anys. Per cada 100 dones de 18 o més anys hi havia 95,9 homes.
La renda mediana per habitatge era de 158.742 $ i la renda mediana per família de 179.356 $. Els homes tenien una renda mediana de 100.000 $ mentre que les dones 66.875 $. La renda per capita de la població era de 96.872 $. Aproximadament l'1,6% de les famílies i el 2,4% de la població estaven per davall del llindar de pobresa.

## Poblacions més properes
El següent diagrama mostra les poblacions més properes.